# Superprestige veldrijden 2024-2025
De Superprestige veldrijden 2024-2025 (officieel: Telenet Superprestige 2024-2025) is het 43ste seizoen van het regelmatigheidscriterium in het veldrijden. De Superprestige wordt georganiseerd door Flanders Classics en bestaat uit acht crossen in België.

## Puntenverdeling
Punten worden toegekend aan alle crossers die in aanmerking komen voor Superprestige-punten. Voor de categorieën mannen elite en vrouwen elite ontvangt de top vijftien punten aan de hand van de volgende tabel:
| Positie | 1  | 2  | 3  | 4  | 5  | 6  | 7 | 8 | 9 | 10 | 11 | 12 | 13 | 14 | 15 |
| Punten  | 15 | 14 | 13 | 12 | 11 | 10 | 9 | 8 | 7 | 6  | 5  | 4  | 3  | 2  | 1  |

In ieder klassement van de Superprestige wordt aan de hand van de gewonnen punten in de acht wedstrijden een eindklassement opgemaakt. De veldrijder met het hoogste aantal punten in zijn klassement wordt als winnaar van de Superprestige uitgeroepen.
1. ↑  De deelnemers hadden niet de verplichting om aan alle wedstrijden van de Superprestige deel te nemen. Indien bij het opmaken van het eindklassement meerdere renners met eenzelfde aantal punten zouden eindigen, werd voorrang gegeven aan de renner die in de meeste wedstrijden van de Superprestige van start gegaan is. Indien aansluitend nog renners op gelijk puntenniveau stonden, werd het voordeel gegeven aan de renner met de meeste overwinningen in de crossen van de Superprestige. Indien deze factor niet kon meespelen, zou de renner met de beste uitslag in de laatste wedstrijd (Middelkerke 08/02/2025) het voordeel genieten.

## Mannen elite

### Kalender en podia
| Datum            | Locatie                               | Cat. | Winnaar              | Tweede           | Derde                  | Leider in het klassement |       |
| ---------------- | ------------------------------------- | ---- | -------------------- | ---------------- | ---------------------- | ------------------------ | ----- |
| 20 oktober 2024  | Cyclocross Ruddervoorde, Ruddervoorde | C1   | Joran Wyseure        | Niels Vandeputte | Michael Vanthourenhout | Joran Wyseure            | [ 1 ] |
| 27 oktober 2024  | Druivencross, Overijse                | C1   | Thibau Nys           | Eli Iserbyt      | Lars van der Haar      | Joran Wyseure            | [ 2 ] |
| 11 november 2024 | Jaarmarktcross, Niel                  | C1   | Laurens Sweeck       | Felipe Orts      | Niels Vandeputte       | Niels Vandeputte         | [ 3 ] |
| 16 november 2024 | Vlaamse Aardbeiencross, Merksplas     | C1   | Laurens Sweeck       | Toon Aerts       | Lars van der Haar      | Lars van der Haar        | [ 4 ] |
| 23 december 2024 | Zilvermeercross, Mol                  | C2   | Mathieu van der Poel | Laurens Sweeck   | Michael Vanthourenhout | Niels Vandeputte         | [ 5 ] |
| 30 december 2024 | Cyclocross Diegem, Diegem             | C1   | Laurens Sweeck       | Niels Vandeputte | Thibau Nys             | Niels Vandeputte         | [ 6 ] |
| 4 januari 2025   | Cyclocross Gullegem, Gullegem         | C2   | Wout van Aert        | Eli Iserbyt      | Michael Vanthourenhout | Niels Vandeputte         | [ 7 ] |
| 8 februari 2025  | Noordzeecross, Middelkerke            | C1   | Joris Nieuwenhuis    | Eli Iserbyt      | Niels Vandeputte       | Niels Vandeputte         | [ 8 ] |

## Vrouwen elite

### Kalender en podia
| Datum            | Locatie                               | Cat. | Winnares                   | Tweede                     | Derde                      | Leidster in het klassement |        |
| ---------------- | ------------------------------------- | ---- | -------------------------- | -------------------------- | -------------------------- | -------------------------- | ------ |
| 20 oktober 2024  | Cyclocross Ruddervoorde, Ruddervoorde | C1   | Ceylin del Carmen Alvarado | Fem van Empel              | Lucinda Brand              | Ceylin del Carmen Alvarado | [ 9 ]  |
| 27 oktober 2024  | Druivencross, Overijse                | C1   | Lucinda Brand              | Fem van Empel              | Sara Casasola              | Lucinda Brand              | [ 10 ] |
| 11 november 2024 | Jaarmarktcross, Niel                  | C1   | Ceylin del Carmen Alvarado | Lucinda Brand              | Marion Norbert-Riberolle   | Ceylin del Carmen Alvarado | [ 11 ] |
| 16 november 2024 | Vlaamse Aardbeiencross, Merksplas     | C1   | Ceylin del Carmen Alvarado | Lucinda Brand              | Marie Schreiber            | Ceylin del Carmen Alvarado | [ 12 ] |
| 23 december 2024 | Zilvermeercross, Mol                  | C2   | Ceylin del Carmen Alvarado | Lucinda Brand              | Inge van der Heijden       | Ceylin del Carmen Alvarado | [ 13 ] |
| 30 december 2024 | Cyclocross Diegem, Diegem             | C1   | Lucinda Brand              | Ceylin del Carmen Alvarado | Inge van der Heijden       | Ceylin del Carmen Alvarado | [ 14 ] |
| 4 januari 2025   | Cyclocross Gullegem, Gullegem         | C2   | Lucinda Brand              | Zoe Bäckstedt              | Ceylin del Carmen Alvarado | Lucinda Brand              | [ 15 ] |
| 8 februari 2025  | Noordzeecross, Middelkerke            | C1   | Inge van der Heijden       | Lucinda Brand              | Sara Casasola              | Lucinda Brand              | [ 16 ] |

## Tv-rechten
In België wordt de Superprestige uitgezonden door tv-aanbieder Telenet (Play Sports) en tv-aanbieder Proximus (Pickx Sports). Verder zendt de publieke omroep Sporza de crossen van Merksplas en Diegem uit. De rest van de wedstrijden zendt Sporza in samenvatting uit.
In Nederland wordt de Superprestige uitgezonden door de commerciële zender Eurosport.